# Diego de Lepe
Diego de Lepe (Palos de la Frontera o Lepe, (Huelva), ca 1460-Lisboa, Portugal, antes de 1512) fue un navegante y descubridor español, que llegó a las costas del litoral noreste del Brasil a principios de 1500.

## Viaje a Brasil
En 1499, Diego de Lepe solicitó el permiso de la Corona para dirigirse a Paria (Venezuela), zona que se había hecho famosa por su riqueza perlífera, cuya capitulación fue despachada por el obispo Juan Rodríguez de Fonseca, ministro de Indias.
Diego de Lepe salió del puerto de Palos con dos carabelas en diciembre de 1499, aproximadamente un mes después de la salida hacia la misma zona de Vicente Yáñez Pinzon. Contaba en el viaje con pilotos y tripulantes de gran experiencia y prestigio, muchos de los cuales habían acompañado a Colón en sus viajes, como el piloto Bartolomé Roldán, al mando de  la nave capitana, y Pedro Sánchez del Castillo y Andrés García Valdín, que se harían cargo de la segunda embarcación como piloto y maestre, respectivamente.
La expedición se dirigió a las Islas Canarias y de allí hasta el archipiélago de Cabo Verde, territorio portugués, en una de cuyas islas, la de Fuego, hizo escala para preparar la travesía oceánica.
Según algunos historiadores, habría desembarcado en el litoral brasileño en enero de 1500, llegando hasta el cabo de San Agustín en Brasil. De esta manera, Diego de Lepe habría desembarcado en Brasil antes de la llegada de la expedición de Pedro Álvarez Cabral, quien lo haría en abril de 1500, pero con posterioridad a su primo, Vicente Yanéz Pinzón, y, quizás también al portugués Duarte Pacheco Pereira en 1498, pero cuya región sigue siendo objeto de controversia.[cita requerida]
Desde el cabo de San Agustín, la expedición de Lepe siguió rumbo noroeste hacia el golfo de Paria. Cuando Lepe llegó a la desembocadura del Amazonas, estaban fondeadas allí las cuatro carabelas que formaban la expedición de Vicente Yáñez Pinzón. Lepe no se detuvo, sino que siguió navegando hacia el noroeste y comenzó desde allí sus descubrimientos. Así pues, la zona explorada por Lepe sería la comprendida entre la explorada por Pinzón al sur y la costa de Paria al norte, que había sido descubierta por Colón en su tercer viaje.
En el mes de abril llegó a la costa de Paria, donde cambió las mercaderías que llevaba por algunas perlas. Después de explorar la isla de Trinidad
tuvo lugar el encuentro con la expedición de Pinzón, que esta vez había seguido los pasos de la de Lepe.
Tras visitar Tobago y Guadalupe, en Puerto Rico las expediciones se separaron, siguiendo Pinzón hacia La Española (Santo Domingo), mientras Lepe ponía rumbo a España, arribando a mediados de agosto de 1500.

## Últimos años
En 1501 fue autorizado a un segundo viaje mediante capitulación Real y realizó algunos más. En algún momento fue hecho prisionero por los portugueses.
Según declaró el piloto Andrés de Morales en febrero de 1512, Lepe había fallecido ya en Portugal. Se ha dicho que murió ahorcado.
Se casó con Leonor González de Villarreal y tuvo tres hijos que fueron conquistadores: Juan, Hernán, y Alonso de Lepe. Alonso se casó con Catalina Venegas en Puerto Rico y su hijo, Hernán Pérez de Valenzuela, fue alcalde ordinario en San Juan.[cita requerida]